# 에우리알레
에우리알레(고대 그리스어: Ευρυαλη, Euryale)는 그리스 신화에 등장하는 여신, 또는 괴물이다. 고르고세 자매의 차녀로 불사신이었다. 에우리알레라는 이름은 ‘넓게 방황한다’라는 의미를 가지고 있다. 다른 고르고의 자매들의 이름과 같이, 달의 여신의 호칭이다.
위에 . 고르고를 다른 말로는 . 고르곤,복수형으론 . 고르고노스가 있다
 .